# Camélas
Camélas (em catalão:  Cameles) é uma comuna francesa na região administrativa da Occitânia, no departamento dos Pirenéus Orientais. Estende-se por uma área de 12.72 km², e possui 462 habitantes, segundo o censo de 2018, com uma densidade de 36 hab/km².